# Project Unigauge

Comparaison de différentes largeurs (gauges) en usage en Inde. L'avant-dernière paire de rails stylisés dans le bas de l'image sont de largeur standard et sont peu communs en Inde en 2011.

Project Unigauge est, depuis 1990s, un projet de standardisation de l'écartement des rails en voie large de 1 676 mm de la plupart des voies du réseau ferré indiens par les Indian Railways.
Project Unigauge vise à répondre à l'« exceptionnelle » croissance du trafic ferroviaire, notamment dans les régions les plus défavorisées, la voie large supportant les charges les plus lourdes et les vitesses les plus élevées.
Au 31 décembre 2010, la longueur totale des chemins de fer des Indian Railways est d'environ 111 600 km.
Lors de mise en place de ce projet, le réseau ferroviaire de l'Inde comprenait quatre largeurs de voie :
1. voie large de 1676 mm qui est plus large que la voie normale de 1 435 mm
2. voie métrique de 1 000 mm
3. voie étroite de 762 mm
4. voie étroite de 610 mm.